# St. Dionysius (Neunkirchen bei Weiden)

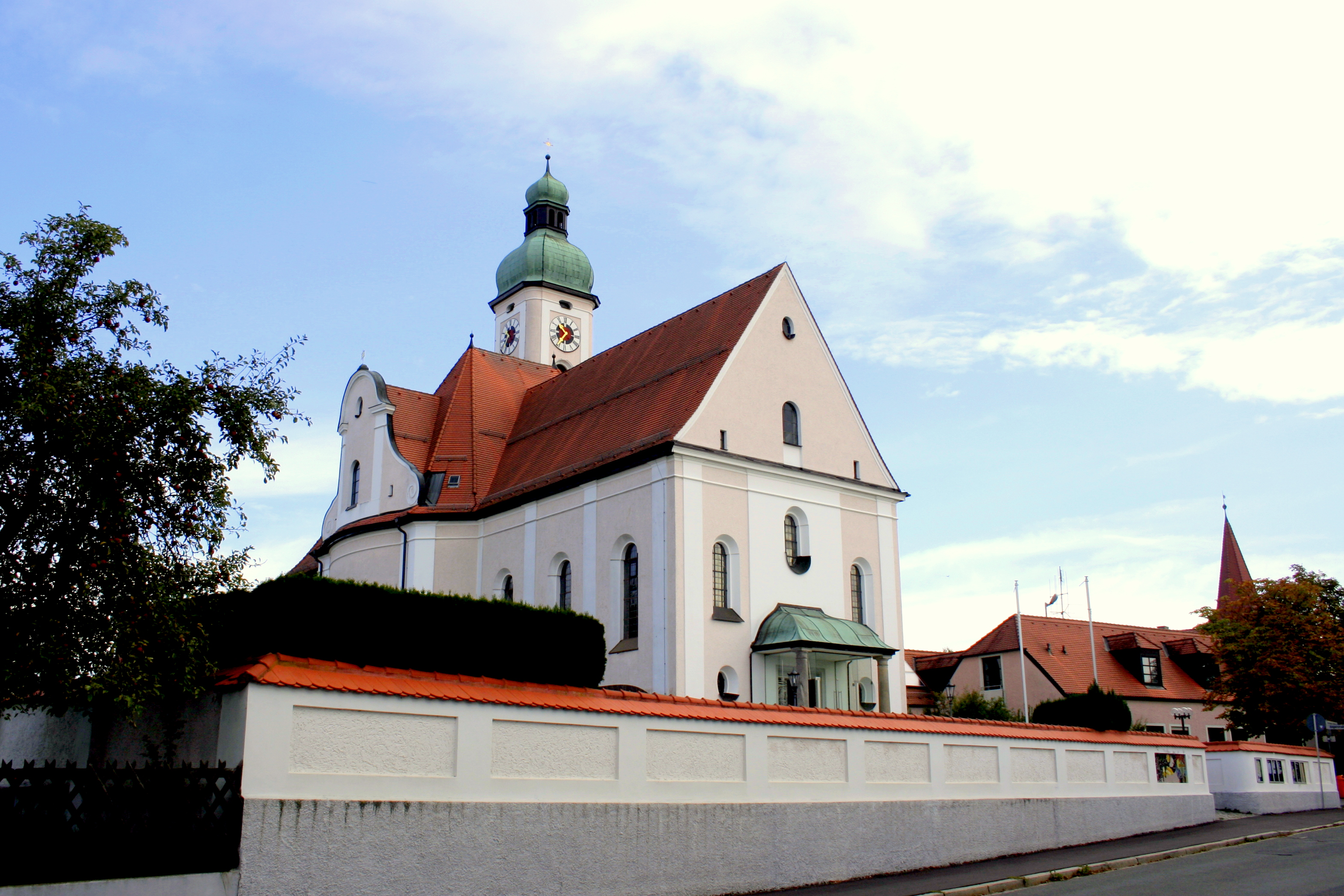
Römisch-katholische Kirche St. Dionysius (Neunkirchen bei Weiden)

Die römisch-katholische, denkmalgeschützte Pfarrkirche St. Dionysius steht in Neunkirchen, einem Gemeindeteil der kreisfreien Stadt Weiden in der Oberpfalz. Die Kirche gehört zum Bistum Regensburg. Das Bauwerk ist unter der Denkmalnummer D-3-63-000-156 als Baudenkmal in die Bayerische Denkmalliste eingetragen.

## Beschreibung
Die neobarocke Kreuzkirche wurde zwischen 1910 und 1912 nach einem Entwurf von Johann Baptist Schott gebaut. Sie besteht aus einem Langhaus, einem Querschiff, dessen Querhausarme mit Schweifgiebeln bedeckt und segmentbogig abgeschlossen sind, einem dreiseitig geschlossenen Chor im Norden und einem Chorflankenturm an dessen Ostwand. Das oberste Geschoss des Chorflankenturms beherbergt den Glockenstuhl mit vier Kirchenglocken und die Turmuhr. Darauf sitzt eine Zwiebelhaube, die von einer Laterne bekrönt ist. 
Der Innenraum ist mit einem Stichkappengewölbe überspannt. Die Kirchenausstattung ist historisierend in neobarocken Formen gestaltet. Als Auszugsbild des Hochaltars wurde ein 1671 gemaltes Marienbild aus der alten Pfarrkirche wiederverwendet, das als frühe Kopie des berühmten Innsbrucker Gnadenbilds Mariahilf von Lucas Cranach dem Älteren bemerkenswert ist. 2021 wurde das Jubiläum 350 Jahre Maria-Hilf-Bild in Neunkirchen mit einem Wallfahrtsjahr und einer Festschrift gefeiert.
Die 1913 von Willibald Siemann gebaute Orgel wurde 2012 von der Firma Orgelbau Rainer Kilbert restauriert.